# ShareWis
ShareWis（シェアウィズ）は、2012年に公開されたオンライン学習サイト、およびiOS用のアプリケーション。

## 概要
英語、会計、プログラミングなどの分野を中心とした社会人向けの学習コンテンツが公開されており、ユーザはそれらのコンテンツを使って無料で学習することができる。学習コンテンツは動画やテキストから知識をインプットする部分と、4択問題などのクイズ形式で知識をアウトプットする部分とにわかれている。学習コンテンツは、それぞれがネットワーク状につながった「知識の地図」というインタフェース上に配置されている。ユーザが学習を完了すると「知識の地図」上の学習コンテンツの色が変化するため、ユーザの学習の歩みが可視化され、達成感を感じられる仕組みになっている。